# Charmosyna amabilis
Charmosyna amabilis е вид птица от семейство Папагалови (Psittaculidae). Видът е критично застрашен от изчезване.

## Разпространение
Видът е разпространен във Фиджи.